# XII Międzynarodowe Spadochronowe Mistrzostwa Polski w Akrobacji Zespołowej RW-4 Ostrów Wielkopolski 2004
XII Międzynarodowe Spadochronowe Mistrzostwa Polski w Akrobacji Zespołowej RW-4 Ostrów Wielkopolski 2004 – odbyły się 3–5 września 2004 na lotnisku Ostrów Wielkopolski-Michałków. Gospodarzem Mistrzostw był Aeroklub Ostrowski i Pyrlandia Boogie, a organizatorem Aeroklub Ostrowski, Pyrlandia Boogie i Aeroklub Polski. Do dyspozycji skoczków był samolot An-28 Skytruck. Skoki wykonywano z wysokości 3 050 metrów (10 000 stóp) i opóźnieniem 35 sekund. Wykonano 6 kolejek skoków.

## Rozegrane kategorie
Mistrzostwa rozegrano w jednej kategorii:
- Akrobacja zespołowa RW-4.

## Kierownictwo Mistrzostw
- Dyrektor – Tadeusz Malarczyk (Dyrektor Aeroklubu Ostrowskiego)
- Sędzia Główny – Ryszard Koczorowski
- Komisja Sędziowska – Maciej Antkowiak, Miroslav Uhlir , Mariusz Puchała, Ladoslav Horak , Jan Isielenis, Krzysztof Szopiński, Andrzej Lamach, Tadeusz Malarczyk i Olgierd Stankiewicz.

Źródło: 

## Medaliści
Medalistów XII Spadochronowych Mistrzostw Polski w Akrobacji Zespołowej RW-4 Ostrów Wielkopolski 2004 podano za: Lidia Kosk: Wyniki Mistrzostw Polski w Formation Skydiving, lata 1989–2014. [dostęp 2021-02-08]. (pol.).
| Konkurencja              | Złoto              | Srebro                       | Brąz                           |
| Akrobacja zespołowa RW-4 | SPEIDERS Prostejov | OSSWR Bydgoszcz WKS Skrzydło | SKYLIVE TEAM Pyrladndia Boogie |

## Wylosowane zestawy figur
Wylosowane zestawy figur XII Międzynarodowych Spadochronowych Mistrzostw Polski w Akrobacji Zespołowej RW-4 Ostrów Wielkopolski 2004 podano za: Jan Isielenis, Archiwum Sekcji Spadochronowej Aeroklubu Gliwickiego, 2004. Brak numerów stron w książce
- I kolejka (3 – 11 – H)
- II kolejka (21 – 12 – 10)
- III kolejka (J – 6 – B – 5)
- IV kolejka (1 – 13 – 4 – 5)
- V kolejka (16 – E – 19)
- VI kolejka (22 – M – 7).

## Wyniki
Wyniki Uczestników XII Spadochronowych Mistrzostw Polski w Akrobacji Zespołowej RW-4 Ostrów Wielkopolski 2004 podano za: Jan Isielenis, Archiwum Sekcji Spadochronowej Aeroklubu Gliwickiego, 2004. Brak numerów stron w książce
W zawodach brało udział 24 zawodników reprezentujących 4 zespoły  Polska i 1 z  Czechy.
| Klasyfikacja – Akrobacja zespołowa RW-4 | Klasyfikacja – Akrobacja zespołowa RW-4 | Klasyfikacja – Akrobacja zespołowa RW-4 | Klasyfikacja – Akrobacja zespołowa RW-4 | Klasyfikacja – Akrobacja zespołowa RW-4 | Klasyfikacja – Akrobacja zespołowa RW-4 | Klasyfikacja – Akrobacja zespołowa RW-4 | Klasyfikacja – Akrobacja zespołowa RW-4 | Klasyfikacja – Akrobacja zespołowa RW-4 |
| --------------------------------------- | --- | --------------------------------------- | --------------------------------------- | --------------------------------------- | --------------------------------------- | --------------------------------------- | --------------------------------------- | --------------------------------------- |
| Miejsce                                 | Drużyna | Kolejka                                 | Kolejka                                 | Kolejka                                 | Kolejka                                 | Kolejka                                 | Kolejka                                 | Razem                                   |
| Miejsce                                 | Drużyna | I                                       | II                                      | II                                      | IV                                      | V                                       | VI                                      | Razem                                   |
| 1                                       | SPEIDERS Prostejov Josef Hlavacka, Jakub Sklenka, Tomas trunecka, Jiri Tomana, Jan Hlavacka (kamera)                                                       | 5                                       | 5                                       | 8                                       | 6                                       | 6                                       | 6                                       | 36                                      |
| 2                                       | OSSWR Bydgoszcz WKS Skrzydło Piotr Augustyniak, Marek Pietrzak, Maciej Lamentowicz, Piotr Błażewicz, Radosław Stępniewski (kamera)                         | 5                                       | 6                                       | 5                                       | 6                                       | 5                                       | 3                                       | 30                                      |
| 3                                       | SKYLIVE TEAM Pyrladndia Boogie Ewa Nowakowska, Maciej Brożko, Roman Cnotalski, Marcin Laskowski, Jarosław Szot (kamera)                                    | 5                                       | 5                                       | 5                                       | 2                                       | 5                                       | 4                                       | 26                                      |
| 4                                       | WANHOO Aeroklub Ostrowski Zuzanna Zulka Malecznik, Maciej Maahoo Machowicz, Grzegorz Iwan Kucharczyk, Dariusz Dafi Filipowski                              | 5                                       | 4                                       | 6                                       | 0                                       | 6                                       | 4                                       | 25                                      |
| 5                                       | SZAKALE II Aeroklub Gliwicki Emanuela Asia Paczulla, Krzysztof Szawerna, Zbigniew Zibex Izbicki, Tomasz Chegues Kurczyna, Szymon Jumper Szpitalny (kamera) | 2                                       | 3                                       | 4                                       | 3                                       | 2                                       | 1                                       | 15                                      |